# ヘンリー・ジョージ
ヘンリー・ジョージ（Henry George、1839年9月2日 - 1897年10月29日）はアメリカ合衆国の作家、政治家、政治経済学者。私的所有をベースとしながらも、自然とりわけ土地は人類の共有財産との考えに基づき、諸税を廃止し地価税への一本化（土地単税）を図る、ジョージズムの提唱者としても知られる。主著は『進歩と貧困』（1879年）。

## 生涯
ペンシルベニア州フィラデルフィアの中下層階級の家庭に10人兄弟の次男として生まれる。14歳で公式の教育課程を終え、1855年4月には15歳にして前檣士となりメルボルンやカルカッタへと渡航した。海外生活を1年数ヶ月で切り上げると帰郷し、植字工の徒弟を務めた後カリフォルニア州に向かう。ゴールドラッシュで一攫千金を狙うも叶わなかったものの、1865年には新聞社に職を得、印刷工を手始めにジャーナリストや編集者を経て社主にまで上り詰めることとなる。
この間、18歳のオーストラリア人女性・アニー・コーシナ・フォックスと恋に落ち、彼女と一緒に暮らしていた叔父（フォックスは孤児であった）の猛反対を押し切った末、1861年に結婚。結婚生活は順調に進み、4人の子を儲けた。ジョージ自身は福音派に属していたものの、フォックスの母親がカトリック系アイルランド人であった関係上、子供はローマ・カトリックの信徒として育てられた。このうち、長男のヘンリー・ジョージ・ジュニア（1862年 - 1916年）はニューヨーク州選出の下院議員になった。高峰譲吉の妻キャロラインの妹と結婚し、1906年には来日し、日本の鉄道についての報告を雑誌に発表したりもしている。次男のリチャード・F・ジョージ（1865年 - 1912年）は彫刻家として成功を収めた ほか、次女のアンナ・アンジェラ・ジョージ（1879年生）は映画監督セシル・B・デミルの兄ウィリアム・C・デミルと結婚し、女優のアグネス・デ＝ミル やマーガレット・ジョージ・デ＝ミルの母となる。
ジョージは当初リンカーン率いる共和党員であったが、後に民主党へ籍を移し、カリフォルニア州議会議員選挙にも出馬。政治に関わる中で政治腐敗や労働者の惨状に対して強く批判するようになるが、1871年、サンフランシスコ湾に偶然立ち寄った際、運命的な光景を目の当たりにする。
| 「 | とある通行人にこの一帯の地価が如何程か尋ねてみた。すると彼は遠方で草を食んでいる数頭の牛を指差しながら、「詳しいことは分からねえが、向こうに一エーカー当たり数百ドルで土地を売ろうとしている人がいるだろ」と話してくれた。貧富の差が拡大する理由が電光石火のごとく閃いたのはこの時だ。人口が増え地価が高騰すると、そこで働く者は地主により多くの金を払わなければなくなるということを | 」 |

その後訪れたニューヨークで、現地の貧困層が当時発展途上にあったカリフォルニアの貧困層よりも暮らし向きが遥かに劣悪であるという、明白な矛盾に衝撃を受ける。1879年には、これまでの経験を基に『進歩と貧困』を上梓。同書は百版を重ね 300万部を売り上げるベストセラーとなったが、その中で自由市場経済において築かれた富は地主や独占資本家が掌握し、この不労所得の集中こそ貧困の主たる原因との考えを示した。また、生産活動が重税に悩まされる一方で、私的利益が天然資源という限られた手段から得られるのは不正義の極みとして、かかる制度は奴隷制に等しいと主張した。
ジョージがこうした貧困を齎す（もたらす）メカニズムを見出せたのも、彼自身が貧困層であったこと、海外渡航歴から様々な社会を知り得たこと、当時急成長の最中にあったカリフォルニアに住んでいたことが挙げられるが、とりわけカリフォルニアにおける鉄道建設により、地価や地代が賃金の伸び以上に上昇した事実に目を付けていた。
1880年、一躍著名な作家となった ジョージはニューヨークに転居し、自身はイギリス系アメリカ人であったにもかかわらず、アイルランド独立を標榜する組織と緊密な関係を持つようになる。また、土地を取得する権利が主たる政治問題であったアイルランドやスコットランドへと足を伸ばしたのも、この時代のことである。
1886年のニューヨーク市長選に統一労働党（中央労働組合の政治部門として短期間存在した政党）から出馬、後に第26代大統領となる共和党候補のセオドア・ルーズベルトを上回る得票数を得たものの、タマニー・ホールが擁立したエイブラム・スティーブンス・ヒューイットに敗北を喫する。翌1887年、ニューヨーク州務長官選にも出馬するが当選には遠く及ばす3位で落選。なお、統一労働党は一連の選挙結果を受け内部分裂を起こし、衰微の一途を辿ることとなる。党執行部はジョージズム支持者で占められていたが、土地と資本との区別を認めないマルクス主義者やエドワード・マクグリン神父の除名に失望したカトリック教徒、そしてジョージの自由貿易政策（後述）を良しとしない党員などが犇めき合う、組織労働者の党であったからである。
医師らの忠告を無視し、こうした統一労働党に見切りを付け1897年の市長選に独立民主党から再度立候補するが、選挙を4日後に控えた同年10月29日、脳卒中で死去。葬儀には十万人の弔問客が駆け付けたという。

## 政策

### 独占
自然独占の国有化や課税、規制を支持。電信電話並びに水道事業は公営で行うべきとしたが、鉄道については幾分柔軟で、株式が政府出資によるものであれば民営化でも構わないと述べている。また、政府認可の独占資本家には極めて批判的で、発明や科学部門への投資に対するインセンティブを高めるため、場合によっては政府により特許状を取り上げるなど厳しい措置を提案した。

### 中国人移民
ジョージを一躍有名にした最初期の文献の中に、中国人移民を制限すべきと説くものが存在する。 移民制限の必要性が最早無い局面を迎えることや、移民問題に関する初期の論考が「未熟」であったことを自ら認めていたものの、こうした見解を変えることは終生無かった。特に低賃金を受け入れる移民が賃下げという好ましくない影響を与えると論じた。  

### 土地単税
ジョージズムも参照のこと
地代は私的所有よりも社会全体に分有すべきとの主張でよく知られ、こうした視点が最も明快に示されているのが『進歩と貧困』である。ただ、地代を社会的に共有しようとすれば土地を国有化した上で個々人に賃貸しする方式を採ることになり、地価税を高率に設定すれば地価が下落することになるが、ジョージは地主に補償を行う必要は無く、嘗ての奴隷所有者と同様の対応をとるべきとした。

### 自由貿易
保護主義が支配的で歳入の大部分が関税であった時代（当時は所得税が導入されていなかった）にあって、これに反対する立場を貫いた。後年、自由貿易が国政を揺るがす大問題になると、著書『保護主義か自由貿易か』を発行するが、本書が5名の民主党連邦議会議員により議事録に掲載されるなど、論争を巻き起こした。

### 秘密投票
秘密投票の導入をアメリカ国内で初めて主張した論者の1人である。

### 交換可能通貨及び国債
交換可能通貨や国債による決算に批判的であった。

## 影響
ジョージの知名度は死後徐々に衰微し、今日ではあまり触れられるケースが多くないのが現状である。しかし、今なおジョージズム関連の研究所が多く存在するし、ジョージ・バーナード・ショー やレフ・トルストイ、孫文、ハーバート・サイモン そしてデビッド・ロイド・ジョージら、有名人の中にも彼の影響を受けた者は少なくない。
ジョージズムの支持者であるアメリカのエリザベス・マギーが政治や教育上の試みとして制作した「The Landlord's Game (en) 」は後にモノポリーへと発展を遂げることとなる。
欧州遊学時には社会主義思想家とも親交を持ち、後のフェビアン協会の創設者らにも影響を与えたことでも知られる。
ヘンリー・ジョージの定理を提唱した。

## 著書

Science of political economy, 1898

- 『我々の土地と土地政策』（Our Land and Land Policy）1871年
- 『進歩と貧困』（Progress and Poverty）1879年
- 『土地問題』（The Land Question）1881年
- 『社会問題』（Social Problems）1883年
- 『保護主義か自由貿易か』（Protection or Free Trade）1886年
- 『労働条件』（The Condition of Labor）1891年
- 『当惑した哲学者』（A Perplexed Philosopher）1892年
- 『政治経済学の科学』（The Science of Political Economy）1898年